# Richard Green

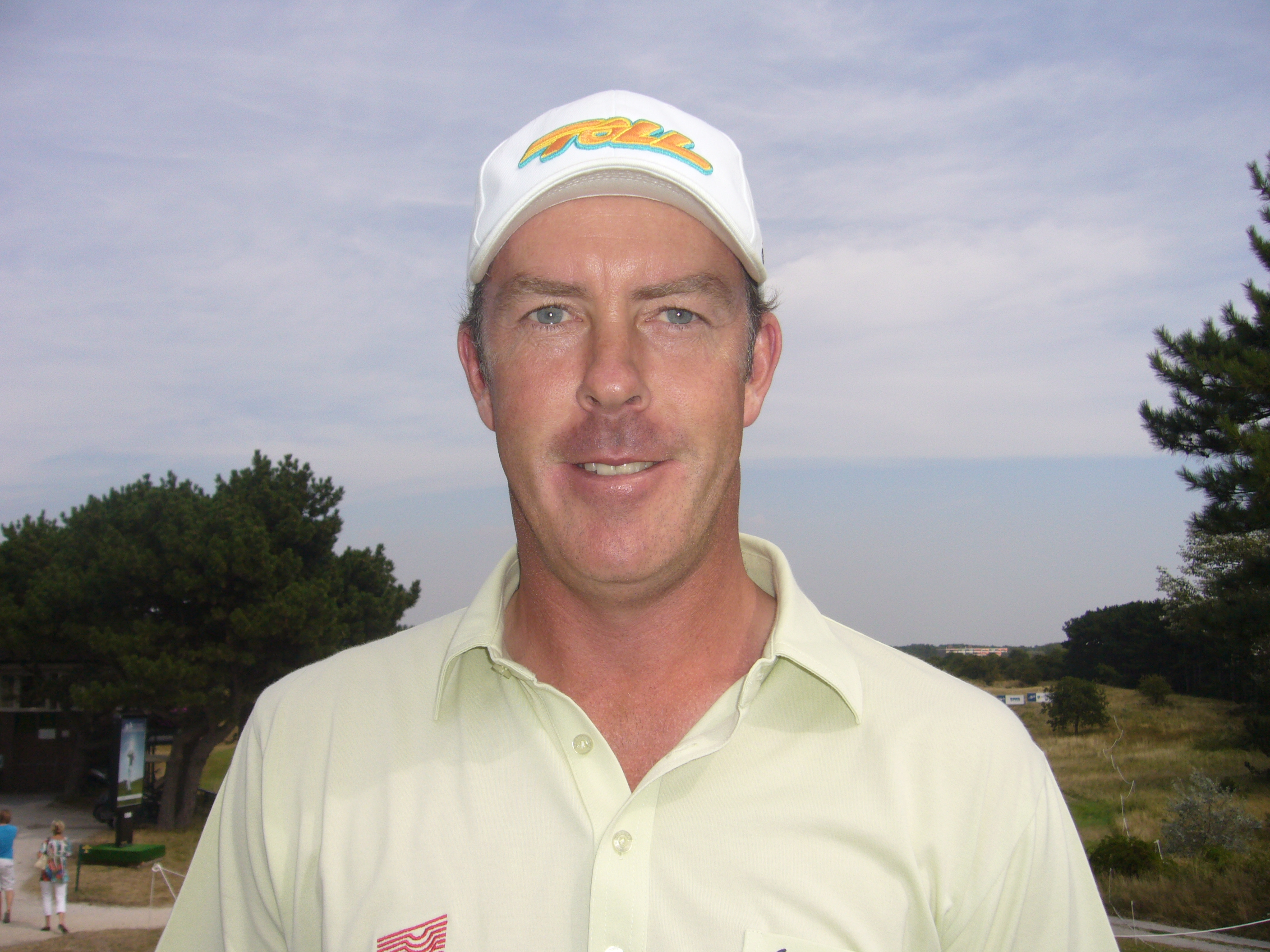
KLM Open 2009.

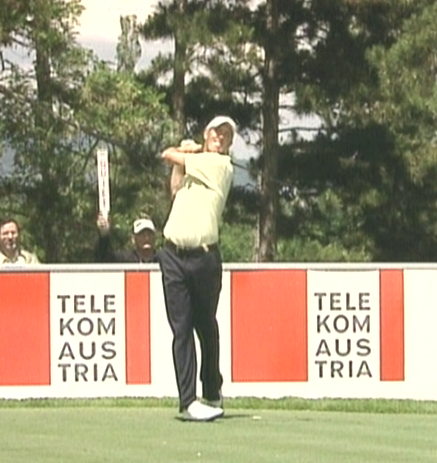
Oostenrijks Open 2006

Richard George Green (Melbourne, 19 februari 1971) is een Australische golfprofessional.

## Biografie
In 1992 werd Green professional. Hij speelt linkshandig.
In 1997 won Richard Green de Dubai Desert Classic. Het was de eerste overwinning op de Europese Tour (ET). Het duurde tien jaar voordat hij in 2007 zijn tweede overwinning behaalde, het Open in Oostenrijk, na een play-off tegen Fransman Jeff Remesy. Een maand later eindigde hij op de vierde plaats bij het Britse Open, mede dankzij een laatste ronde van 64, gelijk aan het baanrecord. Hiermee verdiende hij een startbewijs voor het volgende US Open in Augusta en het Britse Open op Royal Birkdale. 
In 2011 won hij de Portugal Masters met een laatste ronde van 65.

### Gewonnen
- 1994: New Caledonian Open
- 1996: New Caledonian Open

#### PGA Tour of Australasia
- 2004: MasterCard Masters (AUS)

#### Europese Tour
- 1997: Dubai Desert Classic
- 2007: Oostenrijks Open
- 2010: Portugal Masters

#### Team
- World Cup: 1998, 2008